# Shohei Ohtani
Shohei Ohtani (大谷 翔平 Otani Shohei?) (Ōshū, Iwate, Japón; 5 de julio de 1994) es un beisbolista profesional japonés. Juega en las posiciones de bateador designado y lanzador y actualmente juega para Los Angeles Dodgers de las Grandes Ligas de Béisbol (MLB).
Inició su carrera profesional en los Hokkaido Nippon-Ham Fighters de la NPB, con los que ganó la Serie de Japón de 2016. A finales de 2017 fue vendido a Los Angeles Angels de la MLB. Tras ser elegido como Rookie del Año de la Liga Americana en 2018, tuvo dos temporadas lastradas por las lesiones. En 2021 fue nombrado MVP de la AL por unanimidad, logro que repitió en 2023. Al término de esa temporada fichó por los Dodgers como agente libre por diez años y 700 millones de dólares, en su momento el contrato más grande de la historia del deporte profesional. En su primer año en los Dodgers ganó su primer título de campeón de la Serie Mundial y su tercer MVP unánime.
Ohtani es internacional con la selección de béisbol de Japón desde 2015. En 2023 lideró a su país a ganar su tercer Clásico Mundial de Béisbol, del que fue nombrado MVP.

## Descripción general
Shohei Ohtani es un "jugador de dos vías" que es un jugador extremadamente raro en el béisbol profesional moderno, que actúa como lanzador y bateador durante toda la temporada. [1] [ 2] Como lanzador, su velocidad de bola es de 165 km/h, lo que lo convierte en el jugador japonés más rápido, junto con Shintaro Fujinami y Roki Sasaki. Además, como lanzador abridor y bateador, contribuyó en gran medida al campeonato de la liga NPB y al campeonato de la Serie Japón y a la única victoria del equipo nacional japonés en el Clásico Mundial de Béisbol (WBC).
Fue seleccionado por los Hokkaido Nippon-Ham Fighters en el 1.º lugar en el Draft NPB de 2012. Desde su incorporación al equipo en 2013, ha participado en partidos como jugador de "doble espada". En 2014, logró "victorias de dos dígitos y jonrones de dos dígitos" por primera vez en la historia del Béisbol Profesional Nipón (NPB) con 11 victorias y 10 jonrones. En 2016, se convirtió en el primer jugador en la historia de la NPB en ganar el Mejor Nueve en las categorías de lanzador y bateador designado y también fue nombrado MVP de la liga .
Durante la temporada baja de 2017, fue transferido a los Angelinos de Los Ángeles de la Major League Baseball (MLB) bajo el sistema de publicación. Ha estado activo en el lanzamiento y el bateo desde la temporada 2018 y se convirtió en el cuarto jugador japonés en la historia en ganar el premio al Novato del Año.
En la temporada 2021, se convirtió en el segundo jugador japonés de la historia (y el segundo jugador asiático de la historia) en ganar el MVP de la temporada y el Bate de Plata, el primero desde Ichiro Susuki en 2001. En septiembre, fue incluida entre las "100 personas más influyentes del mundo" de la revista Time en la categoría "Ícono", junto con el príncipe Harry y la duquesa Meghan y la actriz Britney Spears. En diciembre, la temporada 2021 de Shohei Ohtani de los Angelinos ocupó el puesto número 1 en las "50 mejores temporadas en la historia del deporte" de Sporting News. Ese mismo mes, ganó el premio al Atleta Masculino del Año de Associated Press.
El 9 de agosto de 2022, logró victorias de dos dígitos y jonrones de dos dígitos por primera vez en la MLB en aproximadamente 104 años desde Babe Ruth. El 5 de octubre, se convirtió en el primer jugador en la historia moderna de la MLB en alcanzar las entradas requeridas como lanzador y bateador.
En el WBC de 2023, contribuirá enormemente al equipo nacional japonés como as y bateador. Fue el primer jugador en la historia del WBC en ser seleccionado para el equipo All-WBC en dos divisiones (división de lanzador y división de bateador designado) y también recibió el premio MVP del WBC. En esa temporada, se convirtió en el primer jugador japonés o asiático en conectar la mayor cantidad de jonrones. [14] También se convirtió en el segundo jugador japonés en la historia (segundo jugador asiático en la historia) en ganar el premio Silver Slugger, y también se convirtió en el primer jugador japonés (primer jugador asiático en la historia) en ganar el premio MVP por segunda temporada.

## Carrera temprana
Shohei Ohtani asistió a la escuela secundaria Hanamaki Higashi en la prefectura de Iwate, norte de Japón. Lanzó una bola rápida de 160 km/h (99 mph) cuando era un lanzador de secundaria de 18 años. Hizo el lanzamiento en el torneo de campeonato nacional de béisbol de la escuela secundaria japonesa, comúnmente llamado Summer Koshien. En el Campeonato Mundial de Béisbol Sub-18 de 2012, Ohtani tuvo un récord de 0-1 de victorias y derrotas con 16 ponches, ocho bases por bolas, cinco hits, cinco carreras y un promedio de (4.35) carreras limpias en 10⅓ entradas lanzadas.
Ohtani expresó su deseo de pasar directamente a las ligas mayores después de la escuela secundaria y recibió el interés de numerosos equipos, incluidos los Texas Rangers, Boston Red Sox, New York Yankees y Los Angeles Dodgers. El 21 de octubre de 2012, anunció que seguiría una carrera en las Grandes Ligas en lugar de convertirse en profesional en Japón. Los Hokkaido Nippon-Ham Fighters decidieron reclutarlo de todos modos, sabiendo que había una alta probabilidad de que no jugara para ellos. Pero después de una ventana de negociación exclusiva entre él y los Fighters, Ohtani anunció que firmaría con los Fighters y pasaría algunos años en Japón antes de una posible mudanza de MLB. Hokkaido dijo que le permitiría a Ohtani servir como lanzador y jugador de posición; Los Angeles Dodgers, que se habían convertido en el equipo de MLB preferido de Ohtani, no estaban preparados para dejarlo jugar en ambos sentidos. Se le asignó la camiseta número 11, previamente usada por Yu Darvish.

## Carrera

### NPB

#### Hokkaido Nippon-Ham Fighters

##### 2013: Año de novato

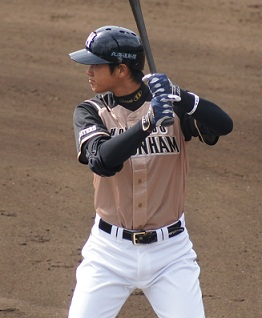
Ohtani bateando en 2013 para los Fighters

Ohtani hizo su debut a los 18 años en el juego de apertura de temporada de Hokkaido Nippon-Ham Fighters el 29 de marzo de 2013, jugando como jardinero derecho. Fue seleccionado para un puesto en la lista de la Liga del Pacífico para el Juego de Estrellas de 2013. Como lanzador, terminó la temporada con un récord de 3-0 en 11 aperturas. Ohtani fue utilizado como novato tanto en los jardines (liderando a los Fighters con 51 juegos en la derecha) como lanzador. Fue el segundo novato de Nippon Pro Baseball reclutado de la escuela secundaria el año anterior para ser utilizado como lanzador y jugador de posición, después de Kikuo Tokunaga en 1951; Ohtani fue el primero en comenzar en ambos roles. Fue el primero de la NPB desde Takao Kajimotoen 1963 para batear tercero, cuarto o quinto y el primer lanzador novato en hacerlo desde Junzo Sekine en 1950. Fue el segundo jugador, después de Osamu Takechi (también 1950), en iniciar un juego como lanzador, bateando en el corazón del orden (3.º al 5.º) y consiguiendo un hit y una carrera impulsada en ese juego. Perdió tiempo durante el año con un esguince de tobillo derecho y fractura de pómulo derecho.
Los fanáticos votaron al novato de alto perfil en el Juego de Estrellas a pesar de los números mediocres. Para la temporada, tuvo marca de 3-0 con efectividad de (4.23) con 33 boletos a 46 K en 61 2/3 IP y bateó (.238 / .284 / .376) en 204 apariciones en el plato. Tuvo 7 asistencias en los jardines por un error. Sus ocho bateadores empataron a Manabu Mima, Tadashi Settsu, Hideaki Wakui y Ryoma Nogami por el quinto lugar en la Liga del Pacífico de 2013. Obtuvo 4 de los 233 votos para el premio Nippon Professional Baseball Rookie of the Year 2013 (Pacific League), empatando a Tatsuya Sato por un distante segundo lugar detrás de Takahiro Norimoto.

##### Segunda selección al juego de Estrellas de la NPB (2014)
A lo largo de toda la temporada, Ohtani realizó una doble función como lanzador y jardinero, utilizando su fuerte brazo lanzador y sus impresionantes habilidades de bateo. Como bateador, bateó .274, con 28 extrabases (incluidos 10 jonrones), 31 carreras impulsadas y un porcentaje de embasarse más slugging de .842 en 212 turnos al bate. Como lanzador, tuvo marca de 11-4 con efectividad de 2.61 en 24 aperturas y ponchó a 179 (tercero en NPB) en 155.1 entradas. Su 10.4 K / 9 fue el mejor de la liga y los oponentes le pegaron solo .223.
En un juego del 7 de septiembre contra los Orix Buffaloes, conectó un cuadrangular al centro directamente en el Kyocera Dome para convertirse en el primer jugador japonés en alcanzar dos dígitos tanto en jonrones como en victorias. Lanzó una blanqueada de 1-0 contra Orix el 13 de septiembre y se convirtió en el primer lanzador fuera de la escuela secundaria en registrar una victoria por blanqueada de 1-0 en sus primeros dos años para los Fighters desde Toshiaki Moriyasu en 1967. Él también se convirtió en el primer lanzador fuera de la escuela secundaria en lograr dos victorias en blanco en sus primeros dos años en la NPB desde Yu Darvish.
Durante el Mazda All-Star Game de julio de 2014, lanzó una bola rápida de 162 km/h (101 mph) en la parte inferior de la primera entrada, estableciendo un nuevo récord para el lanzamiento oficial más rápido lanzado por un lanzador japonés, batiendo el récord establecido por Yoshinori Sato de las golondrinas de Yakult en 2010 (161 km/h (100 mph). La camiseta que usó durante el juego se vendió por 1,752,000 yenes ($17,000), lo que lo convierte en el más vendido en la Subasta Benéfica All-Star 2014. Las ganancias se donaron a tres fondos de ayuda para niños del terremoto de Tohoku.
El 5 de octubre contra los Tohoku Rakuten Golden Eagles, Ohtani registró el lanzamiento más rápido de un lanzador japonés en un juego oficial, empatando el récord de todos los tiempos de Marc Kroon para los lanzadores de la NPB. El lanzamiento llegó contra el primer bate Akaminai Ginji en la primera entrada. Con la cuenta 0-1, Ohtani lanzó una recta que registró 162 km/h (101 mph) en el radar del estadio y partió el bate de Ginji por la mitad. También acertó 162 km/h dos veces contra el segundo bateador, Aoi Enomoto. De los 15 lanzamientos que lanzó en la primera entrada, ocho fueron en los 160; 99 en MPH.
Durante la postemporada, Ohtani fue elegido para convertirse en miembro del equipo nacional, apodado Samurái Japan, y participó en la Suzuki All-Star Series, una competencia amistosa de cinco juegos con un equipo de grandes ligas. En el juego 1, lanzó una entrada en blanco como relevista, retirando a tres bateadores consecutivos. Comenzó el juego 5 en el Sapporo Dome y, aunque su equipo finalmente perdió (3-1), no se le acusó de una carrera limpia (cedió dos sumas), y de los 12 outs que registró en cuatro entradas, consiguió siete por ponchado. Lanzó en su mayoría rectas, incluso marcó una a 160 km / h (99 mph), bolas curvas ocasionales y algunas forkball a mediados de las 140, incluida una que lanzó perfectamente en la segunda entrada para ponchar a la estrella de los Tampa Bay Rays Ben Zobrist.
En diciembre, se convirtió en el segundo jugador de secundaria en la historia de la NPB en alcanzar los 100 millones de yenes de salario en su tercer año, después de Daisuke Matsuzaka en 2001. Su nuevo contrato triplicó su salario anterior estimado en 30 millones de yenes.

##### Lanzador de la Liga del Pacífico Best Nine y líder en efectividad (2015)

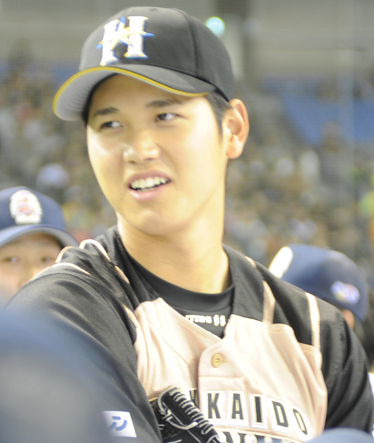
Ohtani con los Fighters en 2015

2015 marcó la tercera temporada profesional de Ohtani (y la segunda temporada completa). Aunque su producción ofensiva disminuyó un poco (5 jonrones), su actuación en el montículo estuvo entre las mejores de la liga, lo que le valió el papel de titular en el Juego de Estrellas de 2015 y el puesto de lanzador en la Liga del Pacífico de fin de año. Premios Best Nine. Ohtani comenzó el Juego 1 de Estrellas de la NPB 2015 para el PL. Estuvo dos entradas y avivó dos, permitiendo una carrera (con un doble de Yoshitomo Tsutsugo y un sencillo de José López), relevado por Nishi con un déficit de 1-0. El PL perdería 8–6, pero no tomó ninguna decisión. Terminó la temporada 15-5 con una efectividad de 2.24, 196 ponches y solo 100 hits en 160 2/3 IP. Lideró el PL en efectividad (.14 sobre Nishi), empató con Wakui con la mayor cantidad de victorias y fue segundo en ponches (19 detrás de Norimoto, aunque lanzó 34 entradas menos). Rara vez jugó en el campo, pero vio algo de acción en el bateador designado, bateando .202 / .252 / .376 con 5 HR en 109 AB. Obtuvo el mejor nueve como el mejor lanzador del PL. Terminó tercero en la votación de MVP nuevamente, colocándose detrás de Yanagita y Shogo Akiyama por el MVP de la Liga del Pacífico 2015. Ohtani ocupó el tercer lugar en la votación de MVP (primero entre los lanzadores) y fue uno de los tres candidatos considerados para el Premio Sawamura 2015, que se otorga anualmente al mejor lanzador de cualquier liga.
Ohtani lideró la liga en victorias y porcentaje de victorias con un récord de 15-5 en solo 22 aperturas, y su efectividad de 2.24, 5 juegos completos y 3 blanqueadas también fueron los mejores en la liga. Todas estas estadísticas fueron las mejores de su carrera, al igual que sus 196 ponches, 0.909 WHIP y 11 ponches por nueve entradas.
Ohtani fue dominante para el equipo nacional japonés en la Premier 12 de 2015. Golpeó las 100 mph mientras derrotaba al eventual campeón de Corea del Sur (10 K, 2 H, 2 BB, 0 R en 6 IP) antes de que Norimoto relevase. Al enfrentarse a Corea del Sur nuevamente en las semifinales, fue aún más agudo (11 K, 0 BB, 1 HB, 1 H en 7 IP). No cedió un hit hasta que Keun-woo Jeong conectó un sencillo en el séptimo y tuvo la mayor cantidad de bocanadas en un juego para el primer Premier 12 de la historia. Norimoto relevó con una ventaja de 3-0, pero él y otros dos relevistas se combinaron para permitir que cuatro en el noveno lo arruinaran cuando Japón cayó en una impactante derrota. Lideró el evento en efectividad (Scott Diamond tuvo 12 entradas con una efectividad de 0.00 frente a las 13 de Ohtani) y ponches (uno por delante de Chun-Lin Kuo) al tiempo que permitió el promedio más bajo de un lanzador abridor. Fue nombrado All-Star SP por el evento (Sho Nakata fue el único otro miembro de Samurái Japan en ser elegido para el equipo All-Star).

##### Jugador Más Valioso de la Liga del Pacífico y primer Gran Premio de Deportes Profesionales de Japón (2016)
En 104 juegos y 382 apariciones en el plato en 2016, Ohtani conectó 22 jonrones. También bateó 18 dobles, 67 carreras impulsadas, bateó .322 con un OBP de .416, anotó 65 carreras y tuvo 7 bases robadas. Ganó el premio Best Nine como bateador designado. Ohtani era el mismo lanzador dominante en el montículo. En 21 juegos lanzados, tuvo una efectividad más baja en su carrera de 1.86. Tenía un récord de 10-4, ponchó a 174 bateadores en 140 entradas con 4 juegos completos y una blanqueada. También ganó el premio Best Nine como lanzador y ganó el MVP de la Liga del Pacífico. Obtuvo casi el doble de votos que cualquier otro lanzador para el PL para el Juego de Estrellas de la NPB 2016; tenía 300,025 mientras que Shota Takeda # 2 tenía 158,008. No pudo lanzar en el evento debido a una ampolla en su dedo, pero terminó como bateador designado. En el Juego 1, bateó por el DH Yuya Hasegawa y bateó de línea en el octavo contra Scott Mathieson. Comenzando como bateador designado y bateando quinto en el Juego 2, conectó un jonrón ante Shoichi Ino en el quinto para comenzar la remontada de PL de un déficit de 3-0. Mandó un sencillo contra Ryo Akiyoshi en el séptimo y anotó con un hit de Kenta Imamiya para una ventaja de 4-3. Con un déficit de 5–4 en el octavo, conectó con un sencillo a Shinji Tajima para traer a Shogo Akiyama con la carrera del empate. Por lo tanto, produjo tres de las cinco carreras del PL en el empate 5-5, lo que le valió los honores de Jugador Más Valioso del juego. Alcanzó 165 km/h (102,5 mph) en el radar durante el año, estableciendo un nuevo récord NPB.
Terminó el año en .322 / .416 / .588 con 22 HR en 382 PA en ataque y 10-4, 1.86 en el montículo con 174 K en 140 IP. Empató en el octavo lugar en el PL en victorias y fue tercero en ponches (detrás de Norimoto y Kodai Senga).
Lideró a Nippon Ham a la Japan Series de 2016, pero perdió el primer partido ante la Hiroshima Carp; Aventuró 11 en 6 entradas pero permitió 3 carreras, dos con un jonrón de Brad Eldred y una con un robo de home de Seiya Suzuki. Abajo 2 juegos a 0, llegó a lo grande como bateador designado en el juego 3, consiguiendo 3 hits, una carrera y una carrera impulsada. En la parte baja de la décima, conectó un sencillo con la puntuación de Nishikawa de Daichi Osera con el ganador; Nippon Ham tomaría los siguientes tres juegos para ganar su segundo título de la Serie Japón. Su compañero de equipo Brandon Laird ganaría el MVP de la Serie. Ohtani bateó .375 / .412 / .625 con cuatro dobles, haciendo más en la ofensiva que en el montículo de la Serie.
Hizo los mejores nueve como el mejor lanzador y mejor bateador designado en el PL. Se convirtió en el primer jugador en recibir los premios como lanzador y bateador. Superó fácilmente al 4 veces MVP cubano Alfredo Despaigne en el DH (190 votos contra 47; otros 3 combinados para 8 votos) pero la votación en el lanzador estuvo más cerca (tenía 111 de 245 votos, Ishikawa 69 y Tsuyoshi Wada 61). Fue el ganador del premio al Jugador Más Valioso de la Liga del Pacífico de 2016, obteniendo 253 de los 254 votos de primer lugar (Naoki Miyanishi obtuvo el otro) y un voto de segundo lugar. Tenía 1.268 puntos de voto, contra 298 para el subcampeón Laird.

##### 2017: Último año en Japón
En 2017, jugó en 65 juegos, bateando .332 con 8 jonrones y 31 carreras impulsadas, mientras se fue de 3-2, 3.20 con 29 ponches en el montículo. En septiembre, se reveló que Ohtani pediría ser enviado al final de la temporada para jugar en las Grandes Ligas de Béisbol en 2018. Sin embargo, antes de que eso sucediera, se sometió a una cirugía en el tobillo derecho a principios de octubre. La lesión había ocurrido originalmente en la Serie Japón de 2016 y le había costado la oportunidad de jugar en el Clásico Mundial de Béisbol de 2017, además de restringir su tiempo de juego durante la temporada. Hubo una pregunta sobre si NPB y MLB podrían llegar a un acuerdo de envío. Ambas partes llegaron a un acuerdo el 21 de noviembre de 2017.
Debido a que tenía menos de 25 años en ese momento, Ohtani estuvo sujeto a las reglas internacionales de firma. Esto limitó su bono a $ 3.557 millones y lo limitó a una escala salarial de novato, mientras que el equipo que firmó también tuvo que pagar una tarifa de publicación de $ 20 millones a los Fighters. Eso esencialmente significaba que los 30 equipos podían permitirse ir tras Ohtani. Se especula que si Ohtani hubiera esperado hasta los 25 años para ser publicado, habría ordenado un contrato multianual de $ 200 millones, aunque ningún equipo presentó una oferta propuesta de ese tamaño. Ohtani redujo a sus finalistas a los Angelinos, Dodgers, Gigantes, Padres, Marineros, Rangers y Cachorros, firmando con los Angelinos por un bono de $ 2.315 millones.

### MLB

#### Los Angeles Angels
El 8 de diciembre de 2017, Ohtani llegó a un acuerdo con Los Angeles Angels. El trato se cerró al día siguiente. El 13 de diciembre, se reveló que a Ohtani se le diagnosticó un esguince de UCL de primer grado en el codo derecho. Recibió una inyección de plasma rico en plaquetas para tratar la lesión.

##### 2018: Novato del año

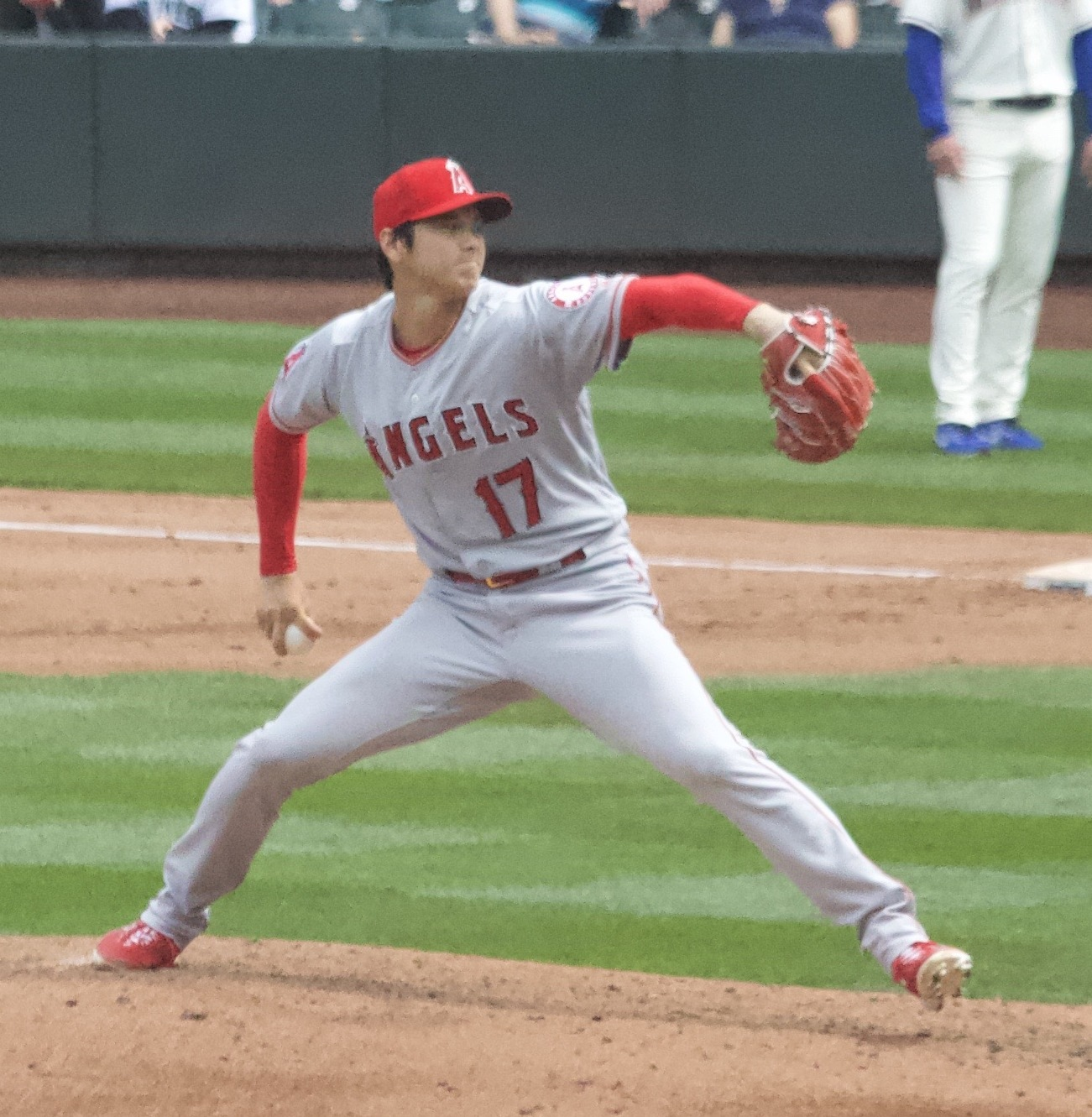
Ohtani lanzando en 2018

Antes del comienzo de la temporada, los Angelinos anunciaron que continuarían usando a Ohtani como bateador y lanzador. Ohtani comenzó como bateador designado el día inaugural, el 29 de marzo, contra los Atléticos de Oakland, con un sencillo en su primer turno al bate. El 1 de abril, hizo su debut como lanzador, ponchando a seis bateadores en seis entradas y permitiendo tres carreras, para obtener su primera victoria en la MLB. El 3 de abril, Ohtani conectó su primer jonrón de la MLB, un jonrón de tres carreras de 397 pies contra Josh Tomlin. El 6 de abril, conectó su tercer jonrón en tres días, convirtiéndose en el primer novato de los Angelinos en hacerlo. En solo su segunda apertura en el montículo el 8 de abril, Ohtani realizó un juego perfecto durante 6 1/2 entradas antes de permitir un hit. En general, Ohtani lanzó siete entradas en blanco y ponchó a 12. Haciendo su tercera apertura como lanzador el 18 de abril contra los Medias Rojas de Boston, Ohtani salió después de dos entradas debido a una ampolla en el dedo medio derecho. El 6 de junio, Ohtani dejó el juego después de una ampolla en el mismo dedo. Dos días después, fue colocado en la lista de lesionados por primera vez en su carrera en la MLB debido a un esguince de UCL de grado 2 en el codo derecho. Recibió inyecciones de células madre y plasma rico en plaquetas para tratar la lesión.
Ohtani fue activado de la lista de lesionados como bateador el 2 de julio y se fue de 4-0 contra los Marineros de Seattle. El 3 de agosto, Ohtani conectó dos jonrones contra los Indios de Cleveland, marcando el primer juego de jonrones múltiples de su carrera y sus dos primeros jonrones en un juego como visitante.
Después de que Ohtani no había lanzado durante 11 semanas, el mánager de los Angels, Mike Scioscia, anunció que Ohtani comenzaría el juego contra los Astros de Houston el 2 de septiembre. El 7 de septiembre, Ohtani rompió el récord de jonrones de la MLB por un novato japonés cuando conectó 19 jonrón de la temporada.
Ohtani terminó su primera temporada en las Grandes Ligas con un promedio de bateo de .285, un porcentaje de embase de .361, 22 jonrones, 61 carreras impulsadas y 10 bases robadas. En 10 aperturas en el montículo, logró un récord de 4-2 con efectividad de 3.31, 1.16 bases por bolas más hits por entrada lanzada (WHIP) y 63 ponches. Su porcentaje de slugging de .564 ocupó el séptimo lugar entre los jugadores de la MLB con al menos 350 apariciones en el plato esta temporada. Se convirtió en el segundo novato de los Angelinos más rápido en llegar a 20 jonrones y se unió a Babe Ruth como los únicos jugadores de la MLB con 10 apariciones como lanzador y 20 jonrones en una temporada. También ganó dos veces el premio al Novato del Mes de la Liga Americana; en abril y en septiembre.
El 3 de septiembre de 2018, ESPN anunció que los médicos recomendaron que Ohtani se sometiera a una cirugía Tommy John, luego de que una resonancia magnética mostrara un nuevo daño en su UCL. Los Angelinos anunciaron el 25 de septiembre que Ohtani había aceptado el procedimiento, que lo mantendría fuera del montículo hasta 2020. El 1 de octubre, el gerente general de los Angelinos, Billy Eppler, anunció que Ohtani se sometió con éxito a la cirugía Tommy John. El 12 de noviembre, fue nombrado Novato del Año de la Liga Americana.

##### 2019

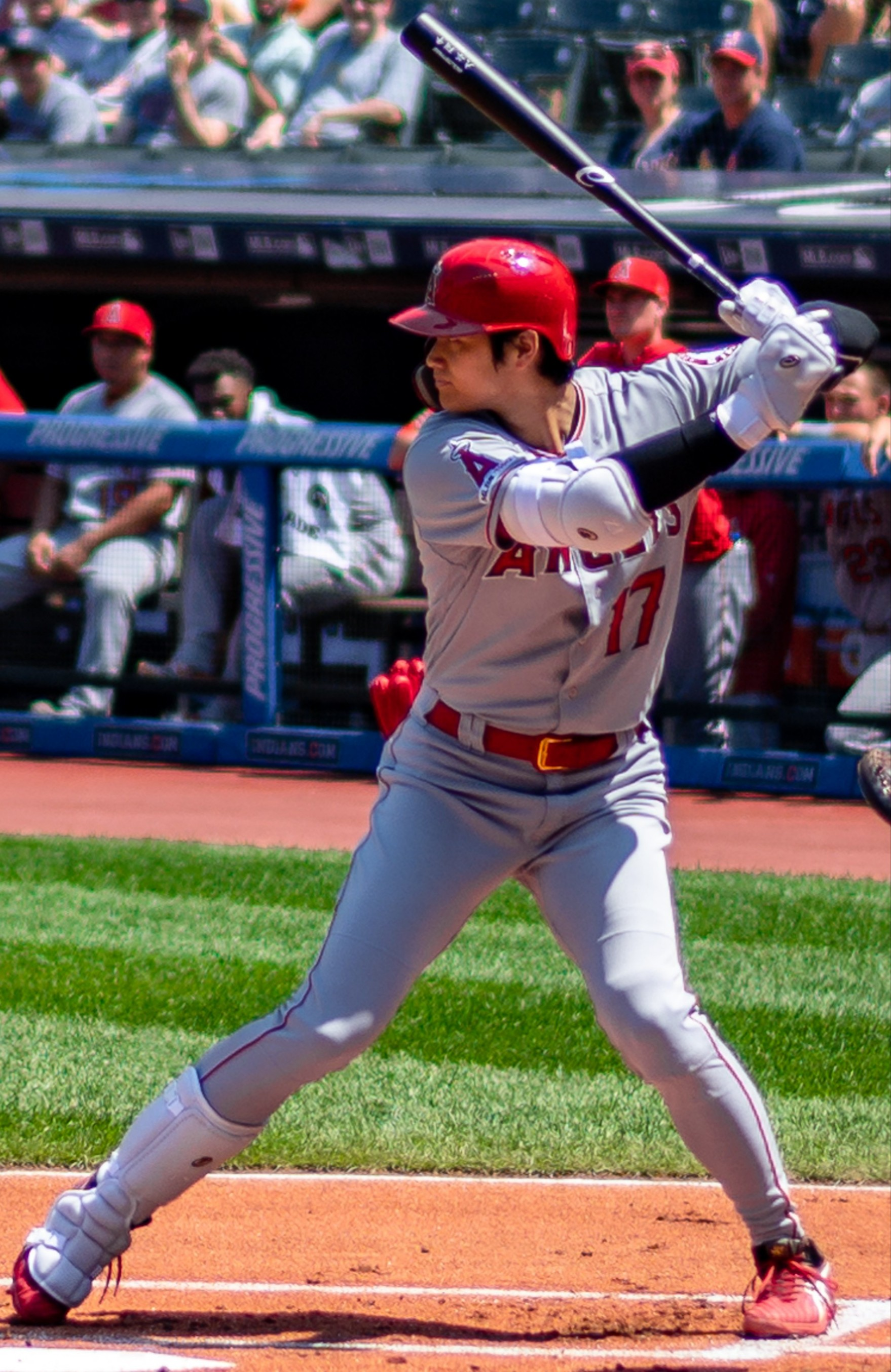
Ohtani bateando en 2019

El 7 de mayo de 2019, Ohtani jugó en su primer partido con los Angelinos desde que se sometió a la cirugía Tommy John, bateando como bateador designado contra los Tigres de Detroit. En un juego del 13 de junio contra los Rays de Tampa Bay, Ohtani se convirtió en el primer jugador nacido en Japón en batear para el ciclo en la historia de la MLB. El 12 de septiembre, la temporada 2019 de Ohtani terminó prematuramente después de que se reveló que necesitaba cirugía para reparar una rótula bipartita. Terminó la temporada bateando .286/.343/.505 con 18 jonrones, 62 carreras impulsadas y 12 bases robadas en 106 juegos.

##### 2020
La temporada 2020 de la MLB no inició hasta el 24 de julio por la pandemia de COVID-19. 
El 24 de julio, Ohtani se convirtió en el primer jugador en estar automáticamente en segunda base en un partido oficial de la MLB en la parte alta del 10.º inning contra los Athletics. Fue tirado de out.
2 días después, Ohtani lanzó su primer juego desde septiembre de 2018 contra los Athletics. Permitió 5 carreras y fue cambiado sin lograr un solo out, iniciando su temporada con una derrota y ERA infinito. Tras comenzar su segundo partido contra los Houston Astros, comenzó a experimentar desconforme en su brazo derecho, y finalmente se reveló que tenía una distensión en el flexor del codo derecho después de someterse a una resonancia magnética.El mánager de los Angels, Joe Maddon, luego dijo que Ohtani no volvería a lanzar el resto de la temporada.
En la parte ofensiva, Ohtani terminó la temporada bateando .190/.291/.366 con 7 jonrones, 24 carreras impulsadas y siete bases robadas en 43 juegos.

#### 2023: Segundo MVP unánime de la Liga Americana
Tras ser nombrado Jugador Más Valioso del Clásico Mundial de Béisbol de 2023, luego de terminar con un promedio de bateo de .435 (10 hits en 23 turnos oficiales), así como un porcentaje de embasarse (OBP) de .606 y un slugging (SLG) de .739, lo que se traduce en un OPS de 1.345. Disparó un jonrón, conectó cuatro dobles y remolcó ocho carreras, mientras que anotó en nueve oportunidades, terminó negociando diez transferencias y ponchándose sólo en seis ocasiones. Ohtani hizo su segunda apertura consecutiva en el Día Inaugural con Los Angeles Angels, bateando tercero en la alineación contra los Athletics el 30 de marzo.  El 10 de mayo, ponchó a Jeremy Peña, de los Astros, para su 502.º ponche de su carrera, superando a Babe Ruth en la lista de ponches de todos los tiempos. Con esta hazaña, también estableció el récord de más ponches de lanzadores para un jugador con 100 jonrones.
Ohtani fue nombrado Jugador de la Semana de la Liga Americana por quinta vez en su carrera tras conectar seis jonrones, batear .435 (10 de 23), 12 carreras impulsadas, 10 bases por bolas y un OPS de 1.893 en siete juegos del 12 al 18 de junio de 2023, y conseguir una victoria como lanzador abridor el 15 de junio de 2023 contra los Rangers de Texas. En ese momento, lideraba las Grandes Ligas de Béisbol en jonrones (24), carreras impulsadas (58) y bases por bolas totales (175), con una línea ofensiva de .300/.384/.632.  Este honor también lo empataría con Suzuki como el jugador nacido en Japón con más carreras. 
Ohtani terminaría el mes de junio ganando su sexto premio de Jugador de la Semana de la Liga Americana en su carrera, superando a Ichiro Suzuki por la mayor cantidad para un jugador nacido en Japón, después de conectar seis jonrones con un OPS de 1.783 en un lapso de siete días del 26 de junio al 2 de julio de 2023, incluido un jonrón de 493 pies, el más largo de su carrera, el jonrón más largo en la temporada 2023 de las Grandes Ligas de Béisbol, además de ganar su tercer Jugador del Mes de la Liga Americana en su carrera en junio.  Su desempeño en junio fue considerado como el mejor junio en la historia de la MLB, ya que en 126 apariciones en el plato, bateó .394 y lideró las ligas mayores en porcentaje en base (.492), porcentaje de slugging (.952), OPS (1.444), jonrones (15), carreras impulsadas (29), hits de extrabase (25) y bases totales (99). También lanzó 30⅓ entradas excelentes, con una efectividad de 3.26, 37 ponches y una línea ofensiva del oponente de .228/.302/.368 como lanzador abridor. 
Ohtani se ganó un lugar automático en la lista del Juego de Estrellas de 2023 después de ser el jugador más votado en la votación del Juego de Estrellas de la Liga Americana durante la Fase 1 de la votación de los fanáticos, recibiendo 2,646,307 votos como abridor en la posición de bateador designado. También fue elegido lanzador del Juego de Estrellas de la Liga Americana, lo que lo convirtió en el tercer año consecutivo en que Ohtani fue nombrado All-Star como lanzador y bateador designado. Llegaría al Juego de Estrellas con más de 30 jonrones por segunda vez en su carrera, habiendo conectado 33 anteriormente en 2021. Al igual que en 2022, Ohtani optó por participar solo como bateador y no lanzar debido a una ampolla.
El 27 de julio, Ohtani lanzó una blanqueada completa durante el primer juego de una doble cartelera contra los Tigres de Detroit, registrando así su primer juego completo (y blanqueada) de su carrera en las Grandes Ligas de Béisbol.Ponchó a ocho bateadores y dio tres bases por bolas, permitiendo solo un sencillo. Posteriormente, conectó dos jonrones en el segundo juego.  En julio, Ohtani obtuvo su séptimo premio al Jugador de la Semana de la Liga Americana y su cuarto premio al Jugador del Mes de la Liga Americana.
Ohtani registró el segundo grand slam de su carrera y su jonrón n.º 43 en una derrota contra los Tampa Bay Rays el 19 de agosto. El 23 de agosto, conectó su jonrón n.º 44 de la temporada 2023, pero fue retirado de su apertura contra los Cincinnati Reds después de 1⅓ entrada después de experimentar lo que inicialmente se informó como fatiga en el brazo. Más tarde se reveló que Ohtani no lanzaría por el resto de la temporada 2023 y la temporada 2024 después de sufrir un desgarro del ligamento colateral cubital en su codo derecho. Terminó su temporada 2023 en el montículo con un récord de 10-5, registrando una efectividad de 3.14 y ponchando a 167 bateadores.  El 16 de septiembre, fue descartado por el resto de la temporada después de sufrir una distensión oblicua. 
En 135 juegos como bateador, bateó .304/.412/.654 con 44 jonrones, 95 carreras impulsadas y 20 bases robadas. Ohtani terminó la temporada regular de 2023 como el primer jugador nacido en Japón en liderar una liga mayor de EE. UU. en jonrones, capturando el título de la Liga Americana con 44 jonrones. Ohtani lideró la liga con un valor de victorias por encima del reemplazo (WAR) de 10.1, porcentaje de slugging (.654), OPS (1.066), OPS+ ajustado (184), porcentaje de victorias ofensivas (.810), y terminó segundo en porcentaje en base (.416), cuarto en jonrones (44), noveno en promedio de bateo (.304), quinto en triples (ocho), segundo en bases por bolas intencionales (21), segundo en victorias de bateo ajustadas (5.8), segundo en carreras de bateo ajustadas (60), quinto en hits de extrabase (78), quinto en carreras creadas (138), y décimo en bases por bolas (91). 
Por segunda vez en su carrera, Ohtani fue votado por unanimidad como el Jugador Más Valioso de la Liga Americana, convirtiéndose en el primer jugador en la historia de las Grandes Ligas de Béisbol en ganar el MVP por votación unánime dos veces.  También fue nombrado para el Equipo All-MLB 2023, convirtiéndose en el primer jugador en ser nombrado para ambos primeros equipos en la misma temporada (como bateador designado y lanzador abridor respectivamente). Ganó su tercer Premio al Bateador Designado Destacado Edgar Martínez consecutivo,  su segundo Premio Silver Slugger por ser el mejor jugador ofensivo en la posición de bateador designado en la Liga Americana,  y su primer Premio Hank Aaron de la Liga Americana.  Por tercer año consecutivo, Los Angeles Angels anunciaron que Ohtani fue una vez más el Jugador del Año de Los Angeles Angels de 2023, según la votación de sus compañeros de equipo. Ohtani ganó su segundo Atleta del Año de Associated Press AP , uniéndose a un grupo de 11 atletas masculinos que han recibido el honor varias veces,  y su segundo honor de Jugador del Año de las Grandes Ligas de Baseball America.  De sus compañeros de las Grandes Ligas de Béisbol, recibió su segundo Premio al Jugador Destacado de la Liga Americana Players Choice.  El contrato de Ohtani expiró después de la temporada 2023 y se convirtió en agente libre por primera vez en su carrera. 

#### Los Angeles Dodgers (2024-presente)

##### 2024: Primer título de Serie Mundial

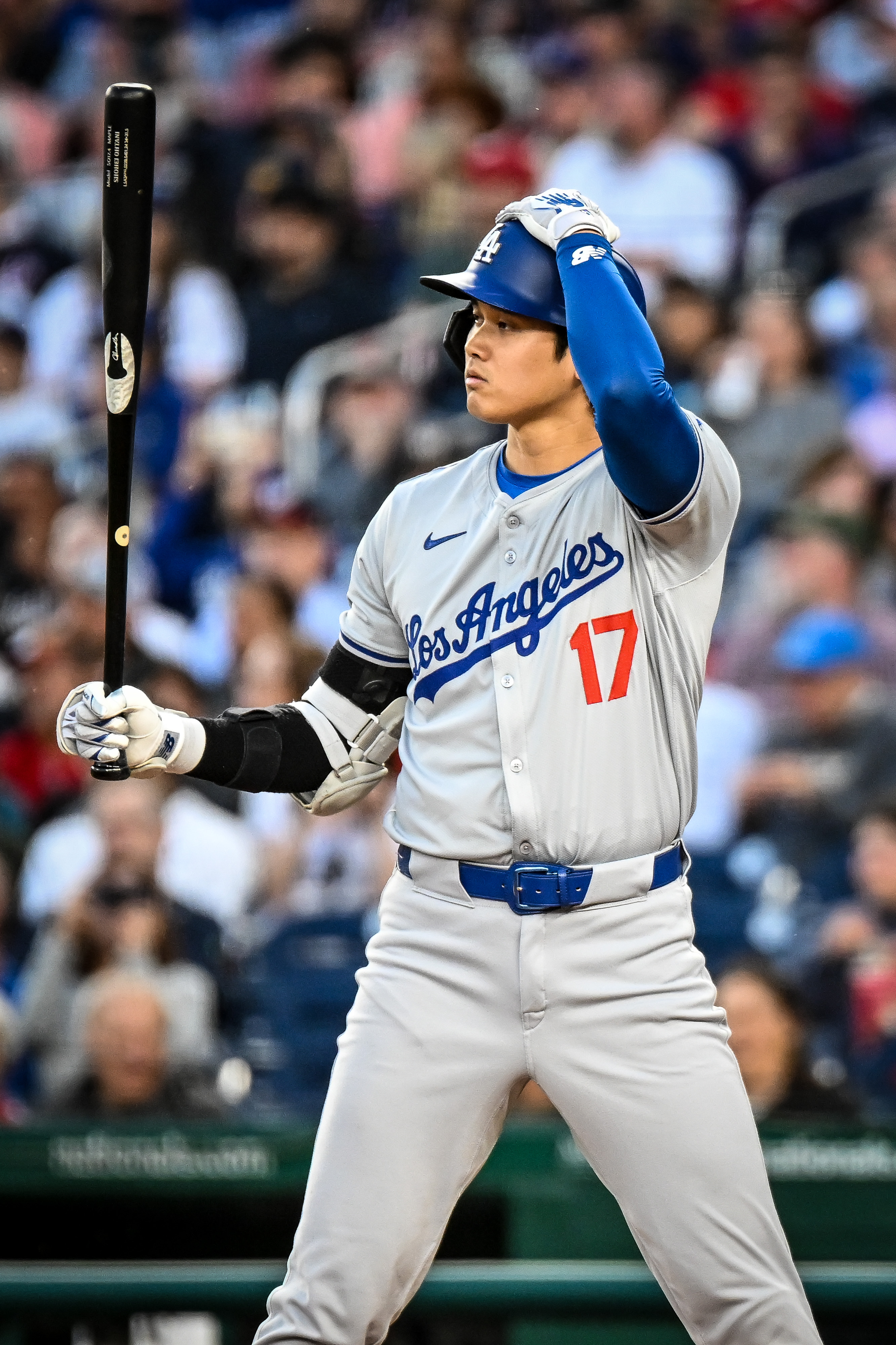
Ohtani con los Dodgers en 2024

El 9 de diciembre de 2023, Ohtani firmó un contrato de 10 años y 700 millones de dólares con Los Angeles Dodgers, convirtiéndose en el contrato más caro en la historia de los deportes. Ningún otro atleta de los deportes profesionales estadounidenses, como la NFL, NBA, NHL los tres colosos profesionales, han obtenido este contrato, el cual fue estructurado en 68 millones de dólares y lo cual, tras que finalice el contrato, puede ser extendido del 2034 al 2043.
Ohtani debutó con los Dodgers como el bateador designado el 20 de marzo contra los San Diego Padres en Seúl, como parte de la Serie Seúl de la MLB.  Conectó su primer jonrón como Dodger el 3 de abril contra los San Francisco Giants, exactamente seis años después de la fecha de su primer jonrón de las Grandes Ligas.  El 21 de abril, Ohtani bateó el jonrón número 176 de su carrera, pasando a Hideki Matsui por el más por un jugador japonés en la historia de la MLB. El 13 de julio, Ohtani bateó su jonrón número 200 de su carrera, convirtiéndose en el primer jugador nacido en Japón en batear 200 jonrones en la historia de las Grandes Ligas. En el Juego de Estrellas, conectó un jonrón de tres carreras en la parte superior de la tercera para poner a la Liga Nacional a la cabeza en tres carreras. Con este jonrón del Juego de Estrellas de su carrera, se convirtió en el único jugador en la historia del Juego de Estrellas en ganar una victoria en el montículo y batear un jonrón en el plato.
El 3 de agosto, Ohtani se unió al club 30-30 en su juego número 108 y se convirtió en el tercer jugador más rápido en la historia de las Grandes Ligas en registrar una temporada de 30-30 por partidos jugados. El 23 de agosto, Ohtani se convirtió en el jugador más rápido en unirse al club 40–40, robando la segunda base en la cuarta entrada y bateando su primer jonrón de su carrera, un gran slam de Colin Poche de los Tampa Bay Rays. Logró la hazaña en su 126.º juego de la temporada, superando la vieja marca (establecida por Alfonso Soriano en la temporada de 2006 por 21 juegos).

## Carrera internacional

### Copa Mundial de Béisbol WBSC Sub-18 2012
Ohtani fue seleccionado para la Selección Nacional Sub-18 de Japón que finalmente terminó en sexto lugar en el Campeonato Mundial de Béisbol Sub-18 en Seúl, Corea.

### 2015 WBSC Premier12
En el Premier12 de 2015, Ohtani ganó una medalla de bronce con el Equipo Nacional de Béisbol Samurái de Japón. Era el as del cuerpo de lanzadores de Japón, que incluía a Kenta Maeda. Como abridor número uno, Ohtani hizo dos apariciones como lanzador para Japón, ambas contra la República de Corea, ganando el Juego 1 de la primera ronda y sin decisión en las semifinales. Posteriormente, Ohtani fue incluido en el Equipo Mundial de la Confederación Mundial de Béisbol Softbol 2015 y fue nombrado Jugador de Béisbol del Año 2015 de la WBSC.

### Clásico Mundial de Béisbol 2017
Ohtani estaba en la lista de 28 hombres de la Selección Nacional de Béisbol de Japón del Clásico Mundial de Béisbol de 2017, pero se vio obligado a retirarse debido a una lesión en el tobillo.

### Clásico Mundial de Béisbol 2023
Después de vencer a Estados Unidos en la final, Ohtani fue nombrado el jugador más valioso del Clásico Mundial 2023.

## Vida personal
El padre de Ohtani, Toru, fue beisbolista en la liga industrial de Japón, un circuito de bastante calidad del que salió el relevista de Grandes Ligas Junichi Tazawa. La madre de Ohtani, Kayoko, fue una buena jugadora de bádminton.
El 20 de julio de 2021, Ohtani firmó un acuerdo exclusivo de recuerdos de varios años con Fanatics.
A julio de 2021, Ohtani tiene un estimado de $ 6 millones en acuerdos de patrocinio anuales líderes en la liga de la MLB. Sus acuerdos de patrocinio incluyen Asics, Descente, Japan Airlines, Nishikawa Co. y Seiko Watch en Japón y Hugo Boss, New Era, Panini, Fanatics, Oakley y Topps en los Estados Unidos.
Ohtani está casado con Mamiko Tanaka, una exjugadora de baloncesto profesional.

## Premios y nominaciones
| Año  | Premio                          | Categoría                             | Resultado | Referencias |
| ---- | ------------------------------- | ------------------------------------- | --------- | ----------- |
| 2025 | Nickelodeon Kids' Choice Awards | Estrella deportiva masculina favorita | Nominado  | [ 110 ]     |